# Dicranella austro-sinensis
Dicranella austro-sinensis là một loài rêu trong họ Dicranaceae. Loài này được Herzog & Dixon mô tả khoa học đầu tiên năm 1933.